# Muranów
Muranów (nome ufficiale: A16 Muranów) sarà una stazione della linea M1 della metropolitana di Varsavia. È in stato di costruzione.